# Eastman, Wisconsin
Eastman är en ort i Crawford County i delstaten Wisconsin, USA.